# امیلی جی. هاردینگ

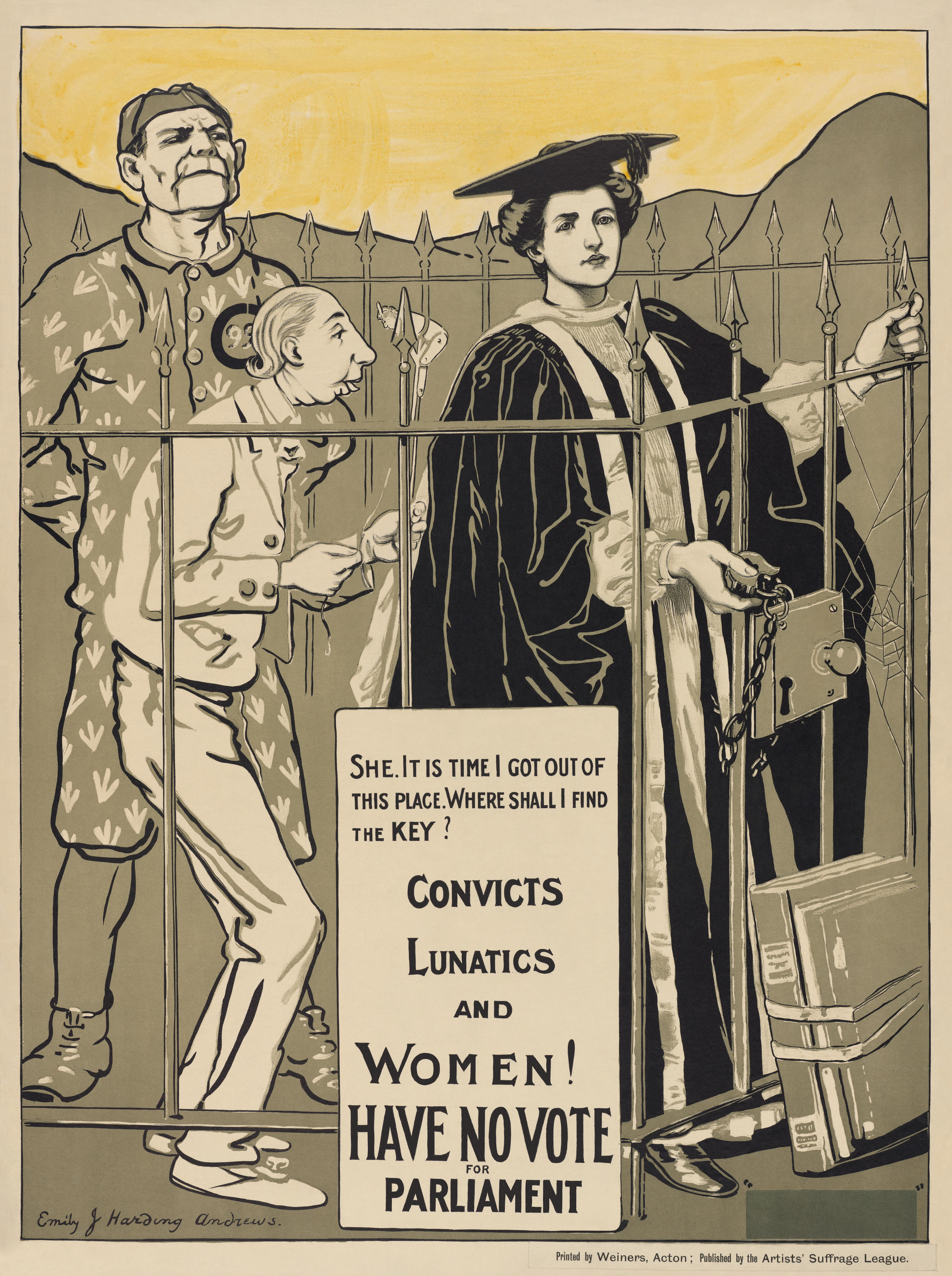
پوستری از امیلی جی. هاردینگ برای حق رأی زنان به اسم «محکومین، دیوانه‌ها و زنان!» که اشاره دارد به گروه‌هایی که حق رأی در بریتانیا نداشتند.

امیلی جی. هاردینگ (انگلیسی: Emily J. Harding) هنرمند، سافرجت اهل بریتانیا بود. هاردینگ در سال 1850 در بریستول انگلستان متولد شد. او در کالج بانوان کلیفتون و مدرسه هنر بریستول تحصیل کرد.  در اوایل کار هنری خود، در زمینه نقاشی مینیاتور تخصص پیدا کرد. یکی از آثار او در نمایشگاه آکادمی سلطنتی در سال ۱۸۷۷ پذیرفته شد. تا اواسط دهه ۱۸۸۰ میلادی، Harding تمرکز خود را بر تصویرگری تغییر داد و اغلب کتاب‌های کودکان را تصویرسازی می‌کرد، از جمله «دست در دست در سرزمین کودکان» (۱۸۸۷) اثر اس. و ا. لکی  «بانوان کوچک» (۱۸۹۰) اثر هلن میلمن «لحظات شاد» (۱۸۹۲) اثر رز ای. مِی و «دوک ناخوشایند» (۱۸۹۴) اثر النور دِونپورت آدامز او به طور کلی از نام خانوادگی دوران مجردی خود استفاده می‌کرد هرچند استثناهایی هم وجود دارد.  ترجمه و تصویرگری‌های او برای «قصه‌های پریان کشاورزان و چوپانان اسلاو» (شماره استاندارد بین‌المللی کتاب: ۹۷۸-۱-۹۰۹۳۰۰-۲۵-۵) همچنان تجدید چاپ می‌شود. او همچنین در کنار مری سارگنت فلورانس، هنرمند و حق رأی‌خواه دیگر، نامه‌ای مشترک را در سال ۱۹۰۸ به سردبیر روزنامه گاردین امضا کرد و در آن از به کار بردن خشونت فیزیکی علیه فعالان انتقاد کرد.
در سال ۱۸۷۹ او با همکار هنرمندش، ادوارد ویلیام اندروز، ازدواج کرد. همسر هاردینگ در سال ۱۹۱۵ درگذشت و او در نهایت به استرالیا مهاجرت کرد. او در سال ۱۹۴۰ در ترلند شایر درگذشت.